# Kwale (hạt)
Hạt Kwale là một hạt thuộc tỉnh Coast ở Kenya. Theo điều tra dân số ngày 24 tháng 8 năm 1999, hạt này có dân số 496133 người. Hạt Kwale có diện tích 8295 km². Hạt lỵ đóng tại Kwale.